# 山本義信
山本 義信（やまもと よしのぶ、生没年不詳）とは、江戸時代の浮世絵師。

## 来歴
西村重長の画系とされ、また本姓を山本とする富川房信とは何らかの関係があるともいわれている。俗称は平七郎、戯月堂と号す。作画期は延享から宝暦にかけての頃で、はじめは重春と称し黒本や青本の挿絵を手がけた。寛延2年（1749年）までは「重春」と称しているが、宝暦元年（1752年）の『邯鄲の里』の口絵には「山本平七郎義信書」とあり、寛延2年以降、宝暦元年以前に改名したと見られる。ほかには漆絵、紅摺絵で役者絵を残す。肉筆画の作もある。

## 作品
- 『紅皿闕皿昔物語』　黒本　※自画作、寛延元年刊行
- 『妖物甲陽軍』　黒本　※同年刊行
- 『延喜之帝』　黒本　※同上
- 『日本蓬艾始』　※寛延2年刊行
- 『熟茶の始』　※同上
- 『邯鄲の里』　吉原細見記　※宝暦元年刊行
- 『鬼くま退治』　黒本　※宝暦2年
- 「つねわか丸・松本幸蔵」　紅摺絵　大英博物館所蔵　※宝暦4年（1753年）2月、江戸中村座の『夜鶴花巣籠』より
- 「吉次事瀬川菊之丞　座元市村羽左衛門」　紅摺絵　ボストン美術館所蔵　※宝暦6年11月、江戸市村座の『百千鳥娘道成寺』より
- 「京四条下りあらし冨之助」　紅摺絵　ボストン美術館所蔵
- 「立美人図」　紙本着色　ニューオータニ美術館所蔵　※「義信」の朱文方印あり（落款無し）